# Elecciones municipales de Quilmes de 2023
Las elecciones en el partido de Quilmes de 2023 se realizaron el 22 de octubre junto con las elecciones nacionales y provinciales. Ese día se eligieron intendente, concejales y consejeros escolares. La candidata de Unión por la Patria, Mayra Mendoza se impuso sobre el representante de Juntos por el Cambio, Martiniano Molina, que buscaba volver a la primera magistratura municipal luego de haberla ejercido durante el periodo 2015-2019.
Los candidatos surgieron de elecciones primarias abiertas, simultáneas y obligatorias (PASO) que se realizaron el 13 de agosto de 2023.

## Renovación del Concejo Deliberante
En los comicios se renovará la mitad del Concejo Deliberante, que cuenta con 24 bancas:
| Bloque | Bloque               | Bancas | Bancas a renovar |
| ------ | -------------------- | ------ | ---------------- |
|        | Frente de Todos      | 13     | 6                |
|        | Juntos por el Cambio | 11     | 6                |
| Total  | Total                | 24     | 12               |

## Candidatos
| Logo | Logo | Partido/alianza                              | Partidos en la alianza | Candidato/a a intendente/a | Candidato/a a intendente/a                                                                                               |
| ---- | ---- | -------------------------------------------- | --- | -------------------------- | --- |
|      |      | Unión por la Patria                          | Ver lista - Partido Justicialista - Partido de la Victoria - Frente Renovador - Frente Grande - Nuevo Encuentro por la Democracia y la Equidad - Kolina - Política Abierta para la Integridad Social - Partido Comunista - Partido del Trabajo y del Pueblo - Instrumento electoral por la Unidad Popular - Partido Solidario - Partido de la Cultura, la Educación y el Trabajo                                                      |                            | Mayra Mendoza Intendenta de Quilmes (2019-presente) Diputada de la Nación Argentina (2011-2019)                          |
|      |      | Juntos por el Cambio                         | Ver lista - Unión Cívica Radical - Partido Nacionalista Constitucional - UNIR - Generación para un Encuentro Nacional - Partido Lealtad y Dignidad de Buenos Aires - Partido Demócrata Progresista - Coalición Cívica ARI - Partido del Diálogo - Propuesta Federal para el Cambio - Propuesta Republicana - Partido Integrar - Alternativa Vecinal - Partido Socialista - Espacio Abierto para el Desarrollo y la Integración Social |                            | Martiniano Molina Diputado provincial por la tercera sección electoral (2021-presente) Intendente de Quilmes (2015-2019) |
|      |      | La Libertad Avanza                           | Ver lista - Unión por Todos - Unión Celeste y Blanco - Partido Demócrata - Partido Fe - Partido Integrar - Movimiento de Integración y Desarrollo |                            | Miguel Ángel Lezcano |
|      |      | Frente de Izquierda y de Trabajadores-Unidad | Ver lista - Partido del Obrero - Partido de Trabajadores por el Socialismo - Izquierda por una Opción Socialista - Nueva Izquierda |                            | Carla Villani |

## Resultados
|                       | Unión por la Patria                          | Mayra Mendoza         | 184.225 | 50,91 | 6 |
|                       | Juntos por el Cambio                         | Martiniano Molina     | 103.460 | 28,59 | 4 |
|                       | La Libertad Avanza                           | Miguel Ángel Lezcano  | 61.907  | 17,11 | 2 |
|                       | Frente de Izquierda y de Trabajadores-Unidad | Carla Villani         | 12.245  | 3,38  |   |
| Votos positivos       | Votos positivos                              | Votos positivos       | 361.837 | 91,54 |   |
| Votos en blanco       | Votos en blanco                              | Votos en blanco       | 31.904  | 8,04  |   |
| Votos nulos           | Votos nulos                                  | Votos nulos           | 1.526   | 0,39  |   |
| Participación         | Participación                                | Participación         | 395.267 | 76,19 |   |
| Electores habilitados | Electores habilitados                        | Electores habilitados | 518.743 | 100   |   |
| Fuente:               |                                              |                       |         |       |   |